# Iván Marcano
Iván Marcano Sierra (* 23. Juni 1987 in Santander, Kantabrien) ist ein spanischer Fußballspieler.

## Karriere

### Im Verein
Marcano begann seine Karriere bei der Jugendmannschaft von Racing Santander, wo er 1997 mit dem Fußballspielen begann. 2006 kam er in die zweite Mannschaft, welche in der dritthöchsten spanischen Spielklasse spielte. Mit dem letzten Platz stieg die Mannschaft in die vierte Liga ab. Im darauffolgenden Jahr konnte der Wiederaufstieg erreicht werden. In der Saison 2007/08 wurde er auch in der ersten Mannschaft eingesetzt.
Das Debüt in der höchsten spanischen Spielklasse gab Marcano am 30. September 2007 gegen den UD Almería. Er wurde in der 78. Minute gegen Samuel ausgewechselt. Das Spiel wurde mit 1:0 gewonnen. In der Saison 2008/09 gehörte er zum Stammpersonal von Racing, wo er sogar zwei Tore in der Saison erzielen konnte. Man wurde in der Endabrechnung Zwölfter. Weiters kam er im UEFA-Cup zu seinem Debüt auf europäischer Klubebene. Beim 1:0-Erfolg gegen den Vertreter aus Finnland FC Honka spielte der Abwehrspieler durch.
2009/10 wechselte er zum FC Villarreal, wo er ebenfalls zum Stammspieler avancierte. In der Saison 2010/11 wurde er an den FC Getafe sowie 2011/12 an Olympiakos Piräus verliehen.
In der Saison 2012/13 wechselte Marcano zum russischen Erstligisten Rubin Kasan. Er wurde im Winter 2013 erneut an den griechischen Klub Olympiakos Piräus ausgeliehen. Dieses Mal mit Kaufoption zum Saisonende.
Im August 2014 wechselte Marcano zum FC Porto in die Primeira Liga. Nach zwei Vizemeisterschaften (2015 und 2017) wurde er mit dem FC Porto in der Saison 2017/18 portugiesischer Meister.
Im Sommer 2018 wechselte er nach Italien zum AS Rom, bevor er ein Jahr später zum FC Porto zurückkehrte. Sein Vertrag in Porto wurde im Sommer 2023 für zwei weitere Jahre verlängert.

### Nationalmannschaft
International spielte er bisher nur für die Jugendauswahlen Spaniens. Er nahm an der U-21-EM 2009 in Schweden teil. Marcano kam im dritten Gruppenspiel gegen Finnland zum Einsatz, wo er durchspielte. Das Spiel in Göteborg endete 2:0 für Spanien, jedoch schied man als Gruppendritter hinter England und Deutschland aus.

## Erfolge
- Griechischer Meister 2011/12, 2013/14
- Griechischer Pokalsieger 2011/12
- Russischer Supercupsieger 2012